# Live in America (Jorn)
Live in America è il primo album dal vivo degli Jorn (la band solista del vocalist norvegese Jørn Lande) , pubblicato il 24 settembre 2007.
La line-up della band è la stessa degli ultimi dischi The Duke e Unlocking the Past, ad eccezione del bassista Morty Black, qui sostituito da Steinar Krokmo dei Pagan's Mind (anch'egli presente nell'album Unlocking the Past). 
L'album è stato registrato al ProgPower Festival di Atlanta, il 16 settembre 2006, prima data in assoluto su suolo americano per la band europea.
La scelta dei brani è tutt'altro che devota ai dischi solisti precedenti; trovano infatti spazio qui quattro covers: Are You Ready e Cold Sweat dei Thin Lizzy, Straight Through the Heart di Ronnie James Dio e Perfect Strangers dei Deep Purple, più un medley di cinque celebri brani dei Whitesnake ed alcuni estratti dalle passate collaborazioni di Lande nei Beyond Twilight, The Snakes e persino Masterplan.
Inoltre l'album contiene tre brani registrati in studio: una nuova versione ri-arrangiata di Out to Every Nation dall'album omonimo (Out to Every Nation), la doppia cover dei Black Sabbath Lonely Is the Word/Letters from Earth proposta in medley come su Unlocking the Past e Sacrificial Feelings dei The Snakes, ri-arrangiata per l'occasione.
L'album è stato pubblicato anche in DVD il 23 gennaio 2009.

## Tracce

### Disco 1
1. "We Brought the Angels Down" (Jørn Lande/Jørn Viggo Lofstad) - 4:49
2. "Blacksong" (Jørn Lande/Jørn Viggo Lofstad) - 5:21
3. "Duke of Love" (Jørn Lande/Jørn Viggo Lofstad) - 5:08
4. "Are You Ready" (Phil Lynott/Brian Downey/Scott Gorham/Brian Robertson) (Thin Lizzy) - 3:06
5. "Cold Sweat" (Phil Lynott/John Sykes) (Thin Lizzy) - 3:13
6. "Drum Solo" (Willy Bendiksen) - 4:50
7. "Out to Every Nation" (Jørn Lande/Jørn Viggo Lofstad) - 5:11
8. "Guitar Solo"  (Jørn Viggo Lofstad) - 3:17
9. "Straight Through the Heart" (Ronnie James Dio/Jimmy Bain) (Dio) - 4:54

### Disco 2
1. "Godless And Wicked" (Jørn Lande/Finn Zierler) (Beyond Twilight) - 4:21
2. "Soulburn" (Jørn Lande/Roland Grapow/Uli Kusch) (Masterplan) - 6:25
3. "Devilbird" (Instrumental) (Tore Moren) - 1:49
4. "Perfect Strangers"  (Ritchie Blackmore/Ian Gillan/Roger Glover) (Deep Purple) - 6:40
5. "Gonna Find the Sun" (Jørn Lande/Micky Moody) (The Snakes) - 4:05
6. The Whitesnake Medley: "Come On"/"Sweet Talker"/"Crying In the Rain"/"Here I Go Again"/"Give Me All Your Love" - 17:53
7. "Out to Every Nation" (versione 2007) - traccia studio - 4:37
8. "Lonely Is the Word"/"Letters from Earth" (Ronnie James Dio/Geezer Butler/Tony Iommi) (Black Sabbath) - traccia studio - 5:27
9. "Sacrificial Feelings" (The Snakes) - traccia studio - 3:48

### DVD
1. "We Brought the Angels Down" (Jørn Lande/Jørn Viggo Lofstad) - 4:49
2. "Blacksong" (Jørn Lande/Jørn Viggo Lofstad) - 5:21
3. "Duke of Love" (Jørn Lande/Jørn Viggo Lofstad) - 5:08
4. "Are You Ready" (Phil Lynott/Brian Downey/Scott Gorham/Brian Robertson) (Thin Lizzy) - 3:06
5. "Cold Sweat" (Phil Lynnot/John Sykes) (Thin Lizzy) - 3:13
6. "Drum Solo" (Willy Bendiksen) - 4:50
7. "Out to Every Nation" (Jørn Lande/Jørn Viggo Lofstad) - 5:11
8. "Guitar Solo" (Jørn Viggo Lofstad) - 3:17
9. "Straight Through the Heart" (Ronnie James Dio/Jimmy Bain) (Dio) - 4:54
10. "Godless and Wicked" (Jørn Lande/Finn Zierler) (Beyond Twilight)  - 4:21
11. "Soulburn" (Roland Grapow/Uli Kusch/Jørn Lande) (Masterplan) - 6:25
12. "Devilbird" (Tore Moren) - 1:49
13. "Perfect Strangers"  (Ritchie Blackmore/Ian Gillan/Roger Glover) (Deep Purple) - 6:40
14. "Gonna Find The Sun" (Jørn Lande/Micky Moody) (The Snakes) - 4:05
15. The Whitesnake Medley: "Come On"/"Sweet Talker"/"Crying In The Rain"/"Here I Go Again"/"Give Me All Your Love" - 17:53

## Band
- Jørn Lande - Voce
- Jørn Viggo Lofstad - Chitarre
- Tore Moren - Chitarre
- Steinar Krokmo - Basso
- Willy Bendiksen - Batteria

Special Guest
- Stian L. Kristoffersen - Batteria sui brani "Godless And Wicked", "Soulburn" & "Perfect Strangers"
- Lasse Finbråten - Tastiere sui brani "Out to Every Nation", "Godless And Wicked", "Devilbird" & "Perfect Strangers"